# Peter van der Meer (beeldhouwer)
Willem Peter van der Meer (Den Haag, 8 oktober 1939 – aldaar, 11 september 1999) was een Nederlandse beeldhouwer en industrieel ontwerper.

## Leven en werk
Van der Meer studeerde tot 1963 beeldhouwkunst bij onder anderen Dirk Bus en Henri van Haaren aan de Koninklijke Academie van Beeldende Kunsten in Den Haag. Hij volgde een opleiding marmerbewerking aan de Accademia di Belle Art di Carrara in de Italiaanse stad Carrara.
De kunstenaar woonde en werkte sinds 1963 in Den Haag. Hij overleed in 1999.

## Werken (selectie)
- Springend meisje (1977), Burmanlaan in Wassenaar
- Meisje met fiets (1978), Spakenburgsestraat in Den Haag
- Kangoeroestoel (1980/81), Maurice Ravelweg in Den Haag
- Kangoeroestoel 2 (1980/81), Albardastraat in Den Haag
- Meisje op skippybal (1983), Heeswijkplein in Den Haag
- Clown (1985), in 2011 herplaatst in de Appelstraat in Den Haag
- Meisje (1987), Willem III straat in Den Haag
- Spelende clowns (19??), Operaplein in Apeldoorn

## Fotogalerij

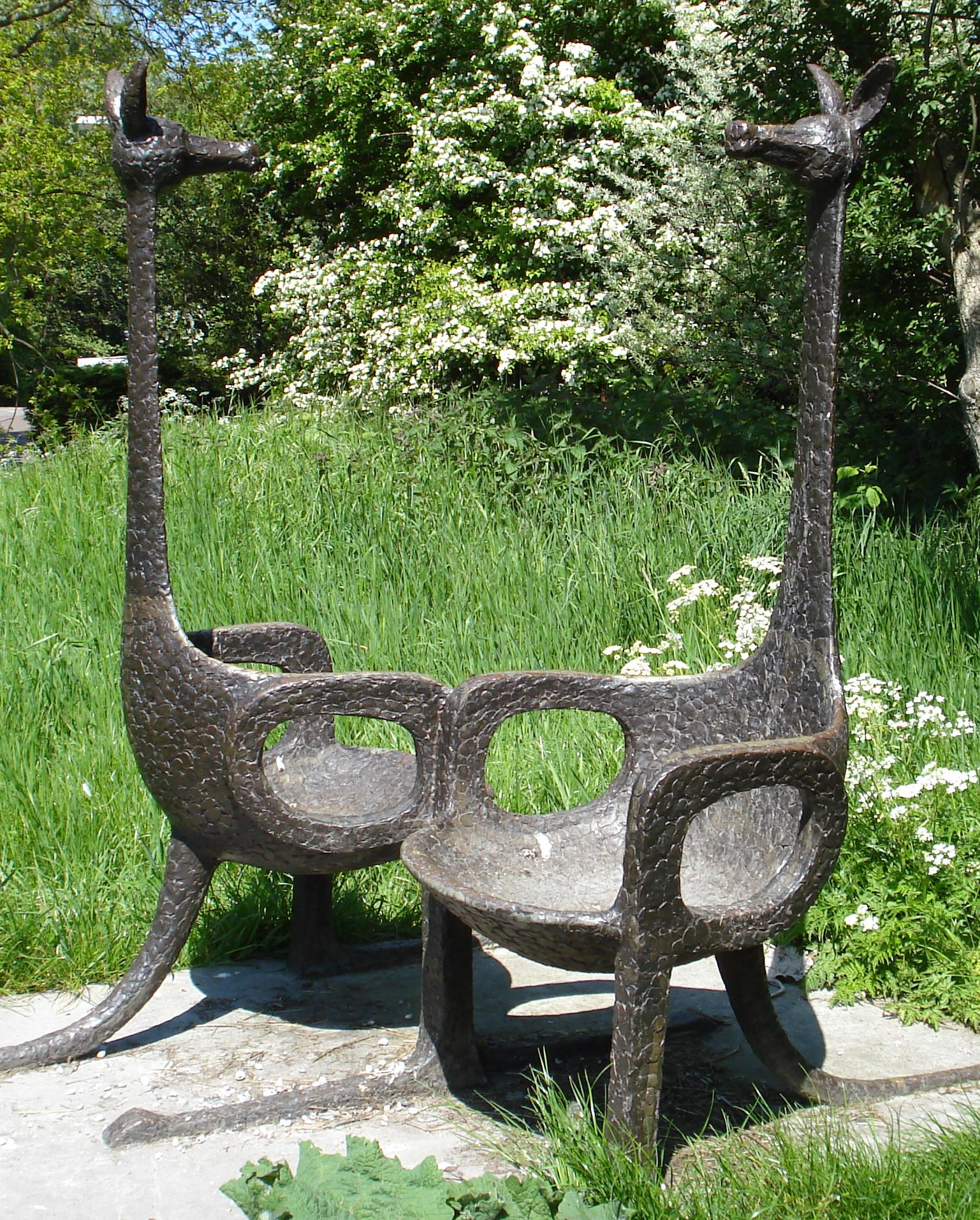
Kangoeroestoel 2, Den Haag
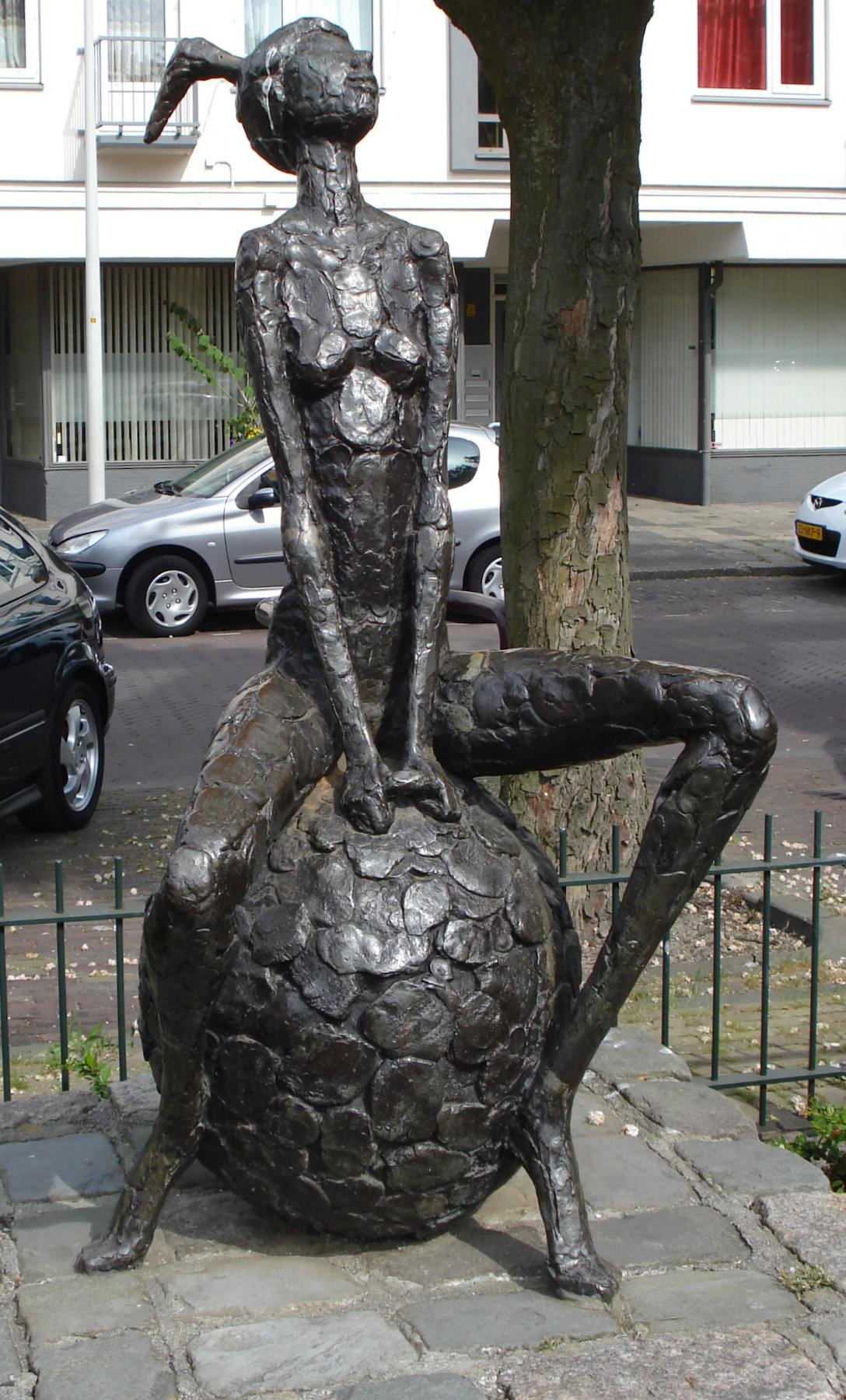
Meisje op skippybal, Den Haag
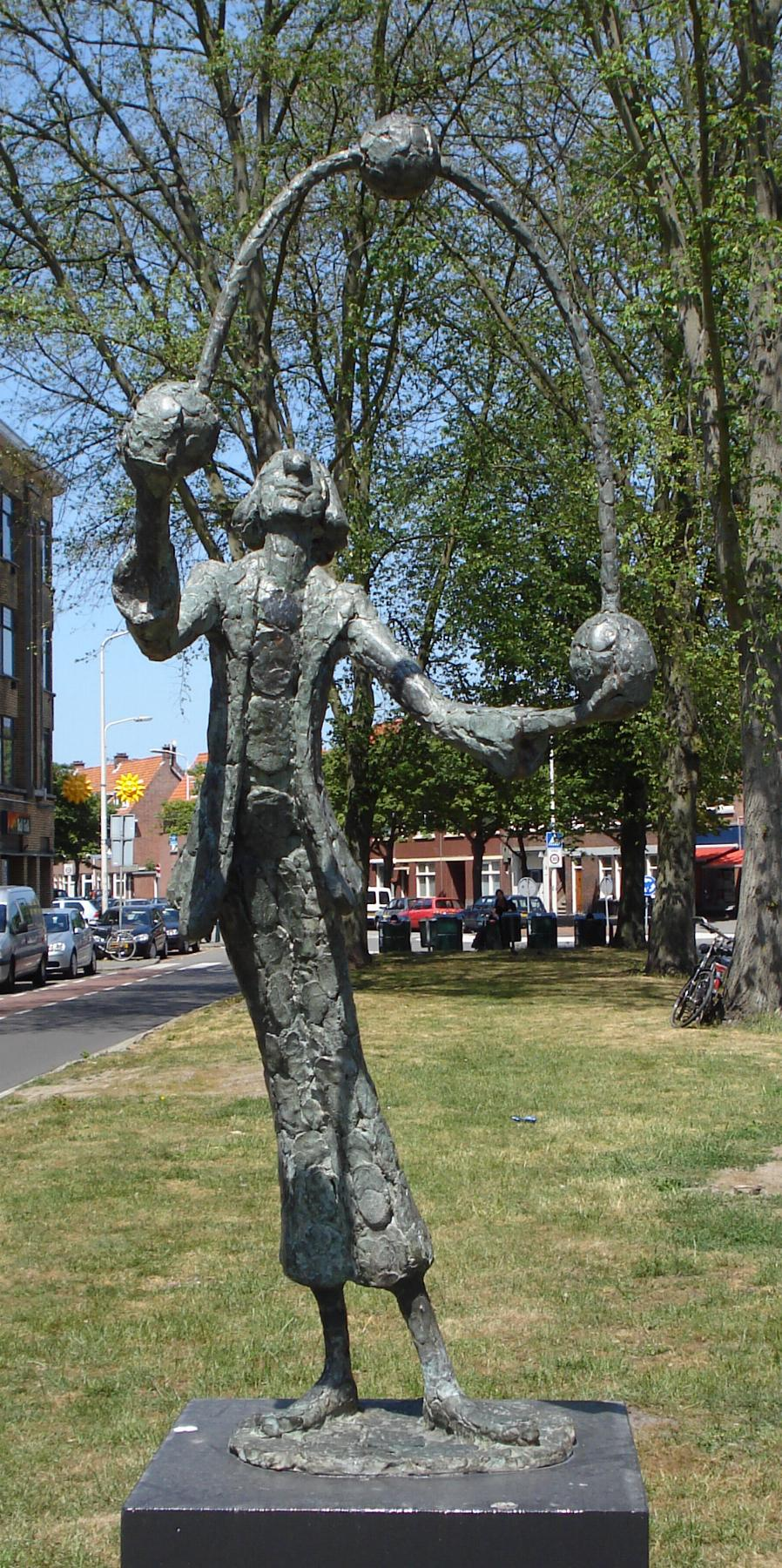
Clown, Den Haag
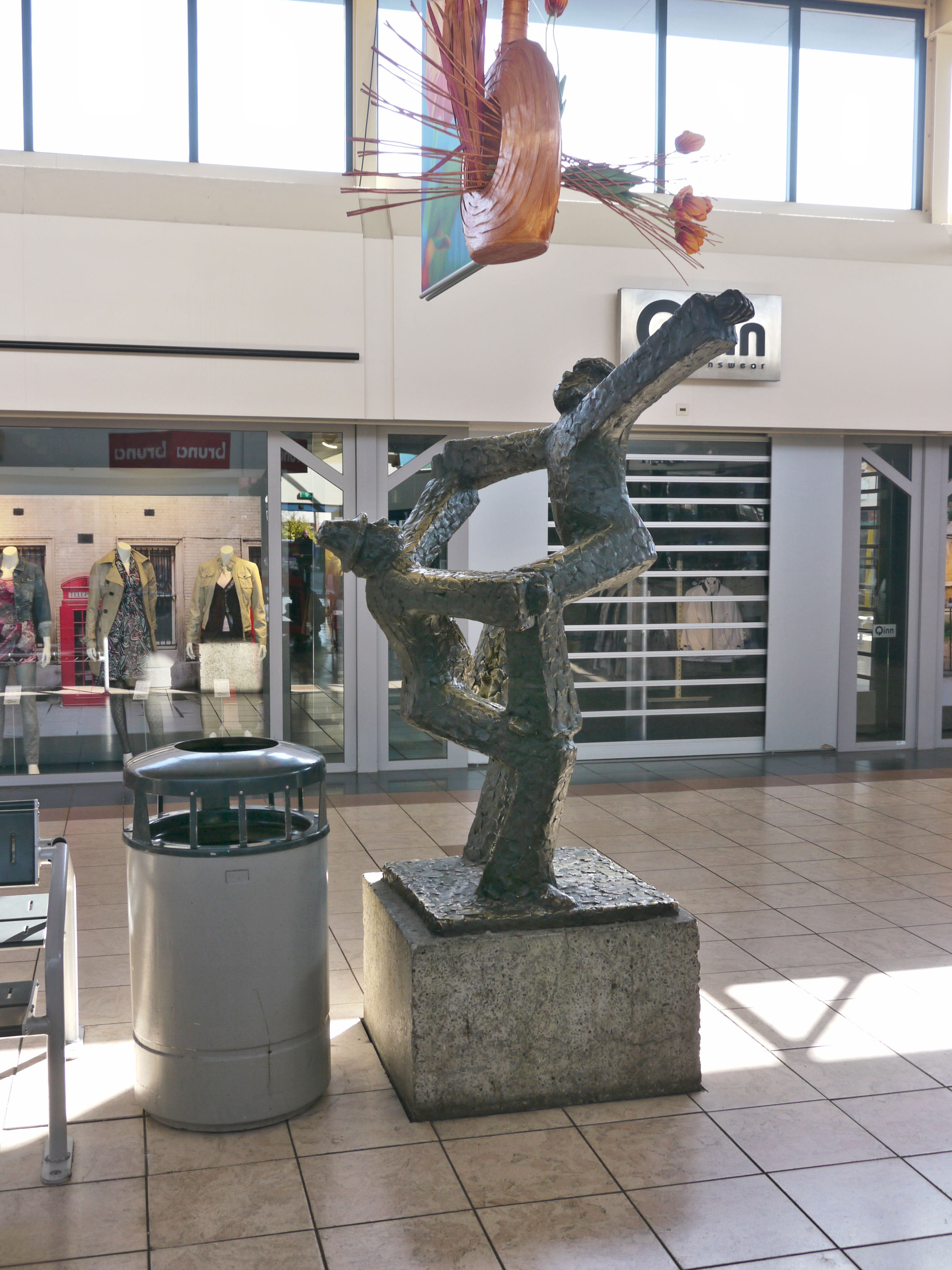
Spelende clowns, Apeldoorn